# Calabasas
Calabasas é uma cidade localizada no estado americano da Califórnia, no Condado de Los Angeles. Foi incorporada em 1991. Possui mais de 23 mil habitantes, de acordo com o censo nacional de 2020. Localiza-se a 48 quilómetros de Los Angeles.
Foi em Calabasas que o astro americano Kobe Bryant morreu em um acidente de helicóptero, no dia 26 de janeiro de 2020.

## Geografia
De acordo com o Departamento do Censo dos Estados Unidos, a cidade tem uma área de 35,6 km², dos quais 35,5 km² estão cobertos por terra e 0,09 km² (0,3%) por água.

### Localidades na vizinhança
O diagrama seguinte representa as localidades num raio de 16 km ao redor de Calabasas. 

## Demografia

### Censo 2020
Segundo o censo nacional de 2020, a sua população é de 23 241 habitantes e sua densidade populacional de 654,6 hab/km². Seu crescimento populacional na última década foi de 0,8%, bem abaixo do crescimento estadual de 6,1%.
Possui 9 289 residências que resulta em uma densidade de 261,6 residências/km² e um aumento de 4,6% em relação ao censo anterior. Deste total, 4,7% das unidades habitacionais estão desocupadas. A média de ocupação é de 2,6 pessoas por residência.
Existem 9 018 famílias e 4,3% da população não possui cobertura de plano de saúde. A renda familiar média é de 136 138 dólares, a taxa de emprego é de 60,6% e 65,3% dos habitantes possuem diploma de nível superior.

## Moradores notáveis
- Filhos e mãe de Michael Jackson, Katherine Jackson, Paris Jackson, Prince Jackson, Blanket Jackson.
- Selena Gomez
- Drake (artista)
- Justin Bieber
- Britney Spears
- Katie Cassidy
- Família Kardashian: Kim Kardashian & Kanye West, Khloe Kardashian, Kourtney Kardashian, Kris Jenner, Kendall Jenner, Kylie Jenner
- Paris Hilton
- Jeffree Star
- Ming-Na Wen
- Iggy Azalea
- Mike Mizanin
- Maryse Ouellet
- Travis Barker

## Marco histórico
Calabasas possui apenas uma entrada no Registro Nacional de Lugares Históricos, a Leonis Adobe.